# ارنستو سمپر
ارنستو سمپر (اسپانیایی: Ernesto Samper‎؛ زادهٔ ۳ اوت ۱۹۵۰) یک دیپلمات اهل کلمبیا است.